# Западносибирская лайка
За́падносиби́рская ла́йка — порода собак, универсальная охотничья лайка, самая многочисленная из лаек. Происходит от аборигенных лаек таёжных районов Западной Сибири, сформирована как заводская порода в середине XX века. Благодаря эффектной внешности и исключительным охотничьим качествам, собаки этой породы популярны во всём мире, используются для охоты в лесу на пушного, копытного, хищного зверя, помогают в охоте на пернатую дичь. Могут содержаться в качестве собак-компаньонов.

## История породы
Как и другие породы лаек, западносибирская лайка происходит от волков-аутсайдеров, потомков которых использовали охотники ханты и манси в царской России. Официальное описание русских лаек с весьма запутанной систематикой пород на основе предложенного А. А. Ширинским-Шихматовым этнографического принципа опубликовано в 1925 году. В 1939 году сформулированы и приняты на Всесоюзном кинологическом совещании временные стандарты пяти пород лаек и началась целенаправленная деятельность по их разведению. В рамках систем «Заготживсырьё» и Центросоюза в 1942 году было создано около семидесяти государственных племенных питомников промысловых собак с плановым поголовьем 1800 собак всех пород. В 25 питомниках разводили исключительно лаек, в 27 питомниках поголовье лаек преобладало. Благодаря этим питомникам племенной материал удалось сохранить в годы Великой Отечественной войны.
Породы хантыйская (остяцкая) и вогульская (мансийская) лайка, происходящие от местных поголовий из лесных районов бассейна Оби и Северного Урала, отличались от других пород более высоким ростом, гармоничным сложением, уравновешенным поведением, силой и выносливостью. В 1947 году Э. И. Шерешевский предложил новую классификацию лаек по географическому признаку. В основе такой классификации лежало предположение, что скрещивание местных разновидностей происходит внутри крупного географического региона. В 1952 году новая классификация пород была принята, а в 1954 году утверждены новые стандарты пород лаек: русско-финской, русско-европейской и западносибирской. Хотя остяцкие и вогульские лайки, объединённые в одну породу, были близки географически и сходны по условиям охоты и, соответственно, по рабочим качествам, специалисты и в наши дни выделяют в породе западносибирская лайка хантыйский и мансийский типы. В составе исходных пород западносибирская лайка наследует генофонд зырянских (коми), уральских, удмурдских, эвенкийских, ламукских, ненецких лаек, а также прилитых кровей немецких овчарок и даже динго.

Эта порода — уникальное создание человека и природы. Она рождалась в споре искусственного отбора с естественным. С одной стороны, в создании участвовал человек, с другой — ее величество Природа. Вечный спор человека и природы. Человек отбирал полезных для себя особей, то есть рабочих собак, его величество Природа нещадно выбраковывала неприспособленных к суровым условиям жизни в тайге. Она выбраковывала особей, не выдерживающих мороз, жару, не способных быстро размножаться и т. п.— Г. З. Насыров, эксперт-кинолог
Считается, что порода в её современном виде создана в известном питомнике «Красная звезда» по приказу Сталина. Лучших представителей для селекционной работы кинолог Н. Б. Полузадов отбирал на Урале. Работу с западносибирской лайкой вели в питомнике ВНИИОЗ, в питомниках Свердловской, Московской, Пермской, Новосибирской областей. Порода воссоздана в основном на основе ауткросса и линейного разведения потомков двух кобелей — Таёжного и Джубара.
Западносибирская лайка, благодаря сочетанию исключительных охотничьих способностей и качеств собаки-компаньона, быстро завоевала авторитет среди охотников, вытеснив местные отродья лаек. Собаки обладали выдающимся обонянием, были выносливы и быстроноги, отличались отвагой и упорством в преследовании зверя. При этом, в отличие от многих примитивных пород, эти лайки славились привязанностью к своему владельцу и верностью. Немалую роль в популярности породы сыграла и необычная для лаек внешность. Особой популярностью эта порода пользовалась в 60—70-е годы XX века, когда число участников выставок в породе исчислялось сотнями, а импорт щенков — тысячами. Западносибирские лайки популярны в лесных районах на всей территории России, это самая многочисленная из всех пород лаек. Универсальность снискала ей признание среди охотников всего мира. Международная кинологическая федерация признала породу в 1980 году.

## Внешний вид

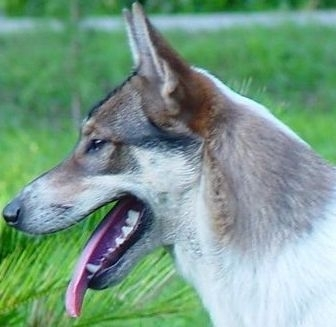
Голова собаки хантыйского типа

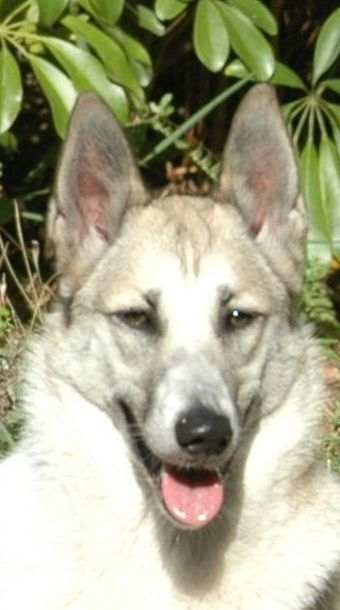
Голова собаки мансийского типа

Облик западносибирской лайки сохранил черты диких предков и следы влияния естественного отбора. Собака среднего и выше среднего роста, крепкого сухого типа конституции, с крепким костяком, квадратного или слегка удлинённого формата (индекс растянутости от 100 до 108 %). Половой диморфизм явно выражен: кобели крупнее и мускулистее сук. Хорошо развита холка, спина широкая, круп умеренной длины, немного покатый. Хвост круто загнут кольцом на спину или на бедро.
Голова при взгляде сверху остро-клинообразная, приближающаяся по форме к вытянутому равнобедренному треугольнику, с умеренно широкой черепной коробкой. У сук голова уже. Морда острая, длинная, но не узкая, с некоторым расширением в области клыков. Переход ото лба к морде выражен, но не резко. Мочка носа чёрная, у белых собак может быть коричневой. Уши стоячие, подвижные, поставлены высоко. Глаза небольшие, овальные, тёмно-карие, с косым разрезом век, сидят несколько глубже, чем у других пород лаек.
Шерсть плотная, жёсткая, прямая, с густым подшёрстком. Окрас белый, зонарно-серый и рыжий, сплошной или с белыми пятнами, допускаются также чёрный и бурый.
Характерный ход собаки на работе — широкая ускоренная рысь, перемежающаяся с галопом.

### Отличия внутрипородных типов
Собаки, относящиеся к мансийскому (вогульскому) типу, более высокорослые, имеют более сухую конституцию, квадратный формат. Грудь глубокая, но не широкая, шея поставлена высоко, корпус сбитый, лапа «заячья». Голова удлинённая, пологих линий, морда и череп равны по длине, морда заострённая. Уши крупные, за счёт более длинной наружной линии выглядят сближенными. Глаза более округлённые и выразительные. Шерсть прилегающая.
Лайка хантыйского (остяцкого) типа более приземиста и растянута, выглядит звероватой. Конституция более крепкая, грудь широкая и удлинённая, шея поставлена довольно низко, по-волчьи, лапа «кошачья». Голова при взгляде сверху имеет форму равностороннего треугольника благодаря широкому черепу и более короткой морде, линии головы более крутые. Уши некрупные, в форме равнобедренных треугольников. Разрез глаз отчётливо косой. Шерсть со стоячей остью и обильным подшёрстком, явно выражены баки и муфта.
Высоконогая и сухая лайка мансийского типа более подходит для работы в густой тайге, а хантыйская лайка лучше приспособлена к суровому холодному климату. Породная западносибирская лайка должна сочетать в себе лучшие черты обоих типов.

## Темперамент и рабочие качества
Для западносибирских лаек характерен уравновешенный и довольно спокойный тип поведения, при этом достаточно живой и подвижный. ЗСЛ менее азартны, чем другие лайки, но более выносливы и неприхотливы. Обладают высокоразвитым ориентировочным инстинктом, интеллектом, инстинктом самосохранения.
Как и другие лайки, западносибирская лайка отличается исключительной самостоятельностью, что вызывает определённые трудности при дрессировке и натаске. У хорошо дрессированных собак ухудшается охотничье поведение, поэтому рабочая лайка скорее воспитывается, чем дрессируется. С владельцем собака держится достойно, даже покровительственно, «как с младшим братом». Во время охоты собаки нередко бравируют мастерством и добычливостью.
По отношению к людям западносибирские лайки дружелюбны и контактны, но при необходимости могут защитить членов своей семьи от чужаков. К домашним животным, с которыми вместе росли и живут, относятся спокойно, в отличие от диких или просто незнакомых животных, которых готовы преследовать с врождённой агрессией.

## Использование

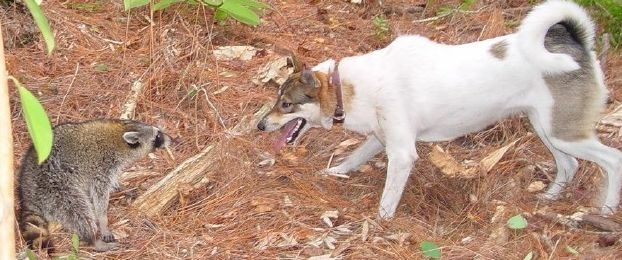
Западносибирская лайка в работе

Охота — главное предназначение западносибирской лайки. С давних времён они использовались для добычи пушного зверя. Для породы характерны широкий эффективный поиск, как верхнее, так и нижнее чутьё, способность находить добычу по старому следу, доносчивый звонкий голос, вязкость. Некоторые особи могут подолгу отслеживать соболя, куницу или белку, перемещающуюся по кронам деревьев. Современная западносибирская лайка — универсальный охотник, пригодный для работы с любым видом дичи. Могут преследовать крупных копытных — лося, косулю — не хуже гончих, широко используются для охоты на кабана, охотно работают по хищным зверям. Енотовидную собаку, барсука или подсвинка не только удерживают, но иногда и «давят». Эти лайки славятся в качестве охотников на медведя как в индивидуальной, так и в облавной охоте. Собаки великолепно находят берлоги, преследуют и облаивают хищника, пара опытных собак надёжно задерживает медведя, пока охотник займёт позицию для уверенного выстрела. Встречаются собаки, хорошо работающие по норке в прибрежных буреломах. Некрупные экземпляры могут работать в норах. Пригодны и как помощники в охоте на боровую дичь и даже водоплавающую птицу, которую эффективно разыскивают и поднимают под выстрел, способны даже нырять за подранками.
Исключительные охотничьи качества волка, обыкновенно сцепленные с его врождённым недоверием к человеку, в этой породе уникальным образом оказались совмещены с лояльностью. ЗСЛ коммуникабельны, удобны для содержания в семье, в городских условиях, поэтому их нередко используют как компаньонов.

## Содержание и уход
Западносибирские лайки активны и нуждаются в достаточной свободе движений и нагрузках. Предпочитают жить на улице, хотя при необходимости способны приспособиться и к жизни в квартире. Комфортно чувствуют себя практически в любых климатических условиях, больше других пород приспособлены к резко континентальному климату.
Физиология и энзимный состав западносибирской лайки идентичен с волками, поэтому специалисты советуют включать в их ежедневный рацион сырое мясо. В наследство от предков-волков этим лайкам достался исключительно эффективный метаболизм, который позволяет им легче своих сородичей выдерживать голод и хорошо усваивать даже неполноценную пищу. Абсолютно изнурённая на охоте, западносибирская лайка способна восстановить силы за считанные минуты, для этого её достаточно лишь накормить.
Западносибирские лайки — исключительно здоровая порода, они почти не болеют, не подвержены травмам. Раны, полученные в схватках с хищниками, заживают быстро, хотя для собак других пород такие повреждения могли быть смертельными. Наследственные заболевания для породы нехарактерны.

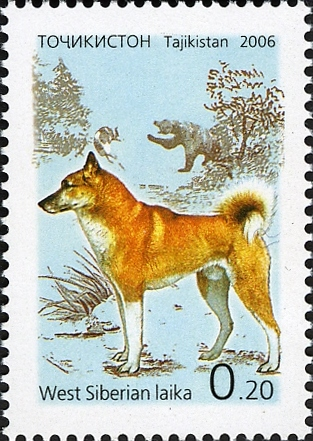
Западносибирская лайка на почтовой марке Таджикистана 2006 г.